# 분노의 눈동자
《분노의 눈동자》(Eye Of The Tiger)는 미국에서 제작된 리처드 C. 사라피안 감독의 1986년 액션, 드라마 영화이다. 게리 부시 등이 주연으로 출연하였고 토니 스코티 등이 제작에 참여하였다.

## 출연

### 주연
- 게리 부시

### 조연
- 야펫 코토
- 세이무어 카셀
- 버트 렘슨
- 윌리엄 스미스
- 킴벌린 브라운

## 기타
- 공동제작: 마이클 토머스 몽고메리
- 의상: 바바라 잉글하트
- 배역: 제롤드 프랭크스
- 배역: 알 오노라토